# 1356
- Wikisource

| Calendário gregoriano                                                        | 1356 MCCCLVI                                          |
| Ab urbe condita                                                              | 2109                                                  |
| Calendário arménio                                                           | 805 – 806                                             |
| Calendário bahá'í                                                            | -488 – -487                                           |
| Calendário budista                                                           | 1900                                                  |
| Calendário chinês                                                            | 4052 – 4053 Início a 1 de fevereiro (aproximadamente) |
| Calendário copta                                                             | 1072 – 1073                                           |
| Calendário etíope                                                            | 1348 – 1349                                           |
| Calendários hindus - Vikram Samvat - Calendário nacional indiano - Cáli Iuga | 1411 – 1412 1277 – 1278 4456 – 4457                   |
| Calendário Holoceno                                                          | 11356                                                 |
| Calendário islâmico                                                          | 757 – 758                                             |
| Calendário judaico                                                           | 5116 – 5117                                           |
| Calendário persa                                                             | 734 – 735                                             |
| Calendário rúnico                                                            | 1606                                                  |
| Calendário solar tailandês                                                   | 1899                                                  |

1356 (MCCCLVI, na numeração romana) foi um ano bissexto do século XIV do Calendário Juliano, da Era de Cristo, e as suas letras dominicais foram  C e B (52 semanas), teve início a uma sexta-feira e terminou a um sábado.
| Ano completo                          |
| ------------------------------------- |
| Ano bissexto com início à sexta-feira |

## Eventos
- 20 de janeiro - Eduardo Balliol entrega o seu país e o título de Rei da Escócia ao rei Eduardo III de Inglaterra.
- 2 de fevereiro - Primeiro código ou regulamento dos maçons da Inglaterra.
- 19 de Setembro - Batalha de Poitiers, no âmbito da Guerra dos Cem Anos.
- O Reichstag de Nuremberga emite a Bula Dourada.
- 18 de outubro - A cidade de Basileia, na Suíça, é destruída por um sismo.
- Anjou recupera da França alguma independência.
- Lisboa e toda a zona limítrofe é atingida por um terremoto.

## Nascimentos
- Martim I, Rei de Aragão (m. 1410).